# Onder-Noordzee Groep
De Onder-Noordzee Groep (code: NL) is een groep die deel uitmaakt van de Noordzee Supergroep. De formaties van deze groep vormen een deel van het oppervlak van Nederland en met die van de Boven-Noordzee Groep en de Midden-Noordzee Groep de ondiepe ondergrond van Nederland. De groep bestaat uit afzettingen van het midden Paleoceen tot midden Eoceen (Paleogeen).